# Jiří Všetečka
Jiří Všetečka (12. října 1937 Praha – 9. listopadu 2016) byl český fotograf , první docent fotografie v Československu, tvořící od roku 1958.

## Charakteristika tvorby
Proslavil se zejména svými snímky z Prahy, dokumentárními snímky a ilustracemi inspirovanými podle knih. Nejznámější je Nezvalův Pražský chodec. Jeho druhým stěžejním dílem je Komenského Obecná porada o nápravě věcí lidských, ke které uspořádal výstavu a vydal knihu.
Na katedře fotografie FAMU vyučoval předměty dokumentární fotografii a audiovizuální prostředky ve výuce. S oblibou fotografoval na čtvercový formát, využíval dlouhých teleobjektivů, které ještě s pomocí telekonvektorů prodlužoval. Do roku 1992 fotografoval pouze černobíle, potom začal experimentovat i na barevný film. Do konce života fotografoval na klasický film.
Výpravná Všetečkova "Praha světlem tvořená" (2013) je však "barevná". Jeho poslední velkoformátová kniha, opět "černobílá", "Jiří Všetečka ...chodec s objektivem", zachycuje také dramatické události srpna 1968 i listopadu 1989 (v kapitole 6 – dějiny, které poznamenaly život) a rovněž jeho "profesní" setkání s našimi i americkými prezidenty (v kapitole 7 prezidenti v hledáčku), líčené s typickou Všetečkovou odvahou a příslovečným humorem. 

## Životopis

### Život v datech
- 1955 odmaturoval na La Guardiově gymnáziu[4]
- 1960 absolvent Fakulty strojní ČVUT v Praze
- 1961–1975 asistent ve skupině projektování prof. Ing. Josefa Pešáka na Katedře Nauky o obrábění FSI ČVUT v Praze
- 1964 kandidát Svazu českých výtvarných umělců
- 1968–2016 člen Svazu českých výtvarných umělců
- 1969–1991 externí pedagog na katedře fotografie FAMU
- 1991–2016 člen Nadační rady PANGEA
- 2000–2001 předseda Svazu českých fotografů

## Dílo

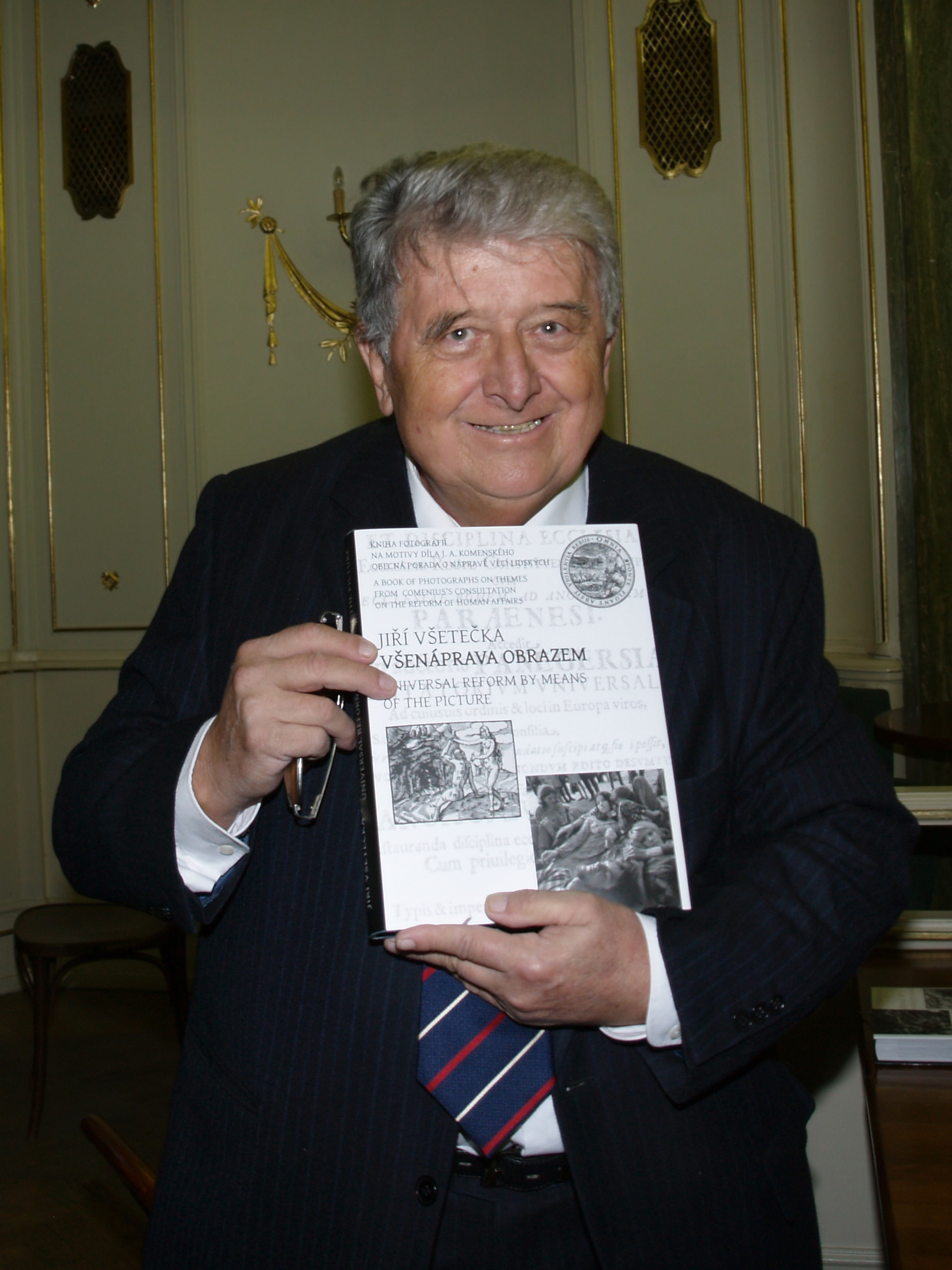
Jiří Všetečka se svou knihou Všenáprava obrazem (2009)

Spolupracoval s časopisy jako jsou například Československá fotografie, Film a doba, Svět v obrazech, MY 68, Literární měsíčník, Prostor, Reflex, Kulturní rozvoj. Jeho aktivity zasahovaly také do divadla a filmu, což dokládá jeho spolupráce s institucemi jako byly a jsou Vinohradské divadlo, Československý státní film, Hudební divadlo Karlín, Československá televize, Český rozhlas, Česká filharmonie, Panton. Také ve skupině projektování na ČVUT v Praze natočil několik 16 mm výukových a technických filmů a později i videí, pro účely propagace fakulty i výuky. Pro účely racionalizace výroby natáčel od šedesátých let se svými kolegy z katedry pomocí dvou kamer AK 16 filmy nejen inscenované v laboratoři projektování, ale i v praxi podniků tehdejšího Československa.
Je autorem 19 černobílých knižních publikací a jedné reprezentační publikace barevné.

### Ocenění
Dne 15. března 2010 byl Asociací profesionálních fotografů ČR oceněn titulem Osobnost české fotografie 2009.

### Výstavy
Jiří Všetečka uskutečnil desítky výstav u nás i ve světě.
- Pražský chodec, 18. 3. 2008 – 31. 8. 2008, Pražský hrad.
- Putovní výstavy Pražský chodec v zahraničí ve spolupráci s českými centry v zahraničí, ZAMINI ČR a Magistrátem hlavního města Prahy 2002 - 2011
- 2002 - Indonésie (Djakarta), Belgie (Pražský dům v Bruselu)
- 2003 - USA (Národní centrum ve Washingtonu), Francie (Paris)
- 2003 - Rumunsko (Bucuresti, Craiova, Sibiu, Constanca a jinde.)
- 2004 - Německo (Berlín), Bulharsko (Sofia), Francie (Prades), Moldavsko (Kišiněv)
- 2005 - USA (Sokolský dům ve Phoenixu), Německo (Dresden), Švédsko (Stocholm), Polsko (Poznaň), Maďarsko (Budapest), Bulharsko (Plovdiv, Pleven, Burgas, Nova a Stara Zagora,, Chaskovo, Velké Tarnovo)
- 2006 - USA (generální konzulát v Chicagu), Mexiko (Los Alamos), Spojené arabské emiráty (Dubaj), Německo (Berlín)
- 2007 - Alžírsko (Alger), Malajsie (Kuala Lumpur), Mali (Bamako), Belgie (Brusel)
- 2009 - Demokratická republika Kongo (Kinshasa)
- 2010 - Republika Bosna a Hercegovina (Sarajevo)
- 2011 - Srbsko (Beograd)

### Publikace
- Labyrinth der Welt und Paradies des Herzens - Comenius Kamp Verlag, Bochum, SRN, 1972
- Pražský chodec, 1978
- Síla paměti - Přemysl Veverka, Albatros 1980
- Objektivem počítače, 1981
- Praga musicopolis Europae, 1984
- Praha husitská, 1986
- Všenáprava obrazem, 1987
- Drama všedních okamžiků, 1987
- Technika očima století, 1987
- Královská cesta, 1988
- Stopami průkopníků, 1989
- Rok na náměstích: Československo 1989, 1990
- Psáno do mraků: 1936–1939, 1993 / Josef Čapek; s autorovými kresbami a s fotografiemi Jiřího Všetečky
- Tchécoslovaquie - Leo Lorenzi, Orbis Praha - Messidor Paris 1990
- Osudy židovské Prahy, 1993
- Praha očima básníka a fotografa - R. Maria Rilke (Larenopfer), Pražská edice Kraft 1993
- Světla staletí, Martin Dostoupil, ABF 2006
- Pražský chodec II., 2007
- Pražský chodec proti tankům - Srpen 1968 - Abychom nezapomněli - Naše Vojsko, Praha 2012

### Ocenění publikací
- V soutěži o nejkrásnější knihu roku (uznání udělované Ministerstvem kultury MK ČR a Památníkem národního písemnictví) zvítězilo pět Všetečkových knih (1978 - 2013)[6]

- 1978 - Pražský chodec
- 1981 - Objektivem počítače
- 1983 - Praga musicopolis Europae
- 1987 - Všenáprava obrazem
- 2013 - Praha světlem tvořená